# Espeluy
Espeluy és un municipi d'Espanya en la província de Jaén, comunitat autònoma d'Andalusia, amb una superfície de 25,63 km², una població de 750 habitants (INE, 2006) i una densitat de població de 30 hab/km².